# Biobío (tỉnh)
Biobío  là một tỉnh nội địa của vùng Bío Bío ở phía nam Chile, lần lượt phía bắc, tây và nam giáp các tỉnh Concepción, Arauco và Malleco, và cũng giáp Argentina về phía đông. Diện tích tỉnh này là 14.987.9 km² có nhiều rừng và núi. Dân số theo điều tra năm 2002 là 353.315 người.

## Lịch sử
Tỉnh Bio-Bío được lập ngày 13 tháng 10 năm 1875, từ một phần của tỉnh Araucan. Năm 1887, tổng thống José Manuel Balmaceda đã tách tỉnh Malleco. Tỉnh này được đặt tên theo sông Bio-Bio chảy qua vùng này. Hiện tỉnh này được chia thành 3 tổng (departamento): 

## Các đô thị
1. Alto Biobío
2. Antuco
3. Cabrero
4. Laja
5. Los Ángeles
6. Mulchén
7. Nacimiento
8. Negrete
9. Quilaco
10. Quilleco
11. San Rosendo
12. Santa Bárbara
13. Tucapel
14. Yumbel

 Bài viết này bao gồm văn bản từ một ấn phẩm hiện thời trong phạm vi công cộng: Chisholm, Hugh, biên tập (1911). Encyclopædia Britannica (ấn bản thứ 11). Cambridge University Press. {{Chú thích bách khoa toàn thư}}: |title= trống hay bị thiếu (trợ giúp)